# Anton Berndes
Jonan Anton Berndes, född 31 januari 1827 i Stockholm, död 16 juni 1897 i Borgholm, var en svensk militär, godsägare och målare.
Han var son till bergsrådet Fredrik Anton Berndes och Maria Isabella Wegelin och från 1872 gift med Walborg Fredrica Henning. Han var sonson till Anton Ulrik Berndes och brorson till Johan Bernhard Berndes. Han studerade vid Konstakademien på 1850-talet och i Düsseldorf, Antwerpen och Paris 1855-1857. Berndes var i sin ungdom verksam som porträttmålare och medverkade i konstutställningar med Konstakademien i Stockholm.